# Voltorre
Voltorre è una frazione geografica del comune italiano di Gavirate posta in riva al lago di Varese a sudest del centro abitato, in direzione oraria verso Oltrona al Lago.

## Storia

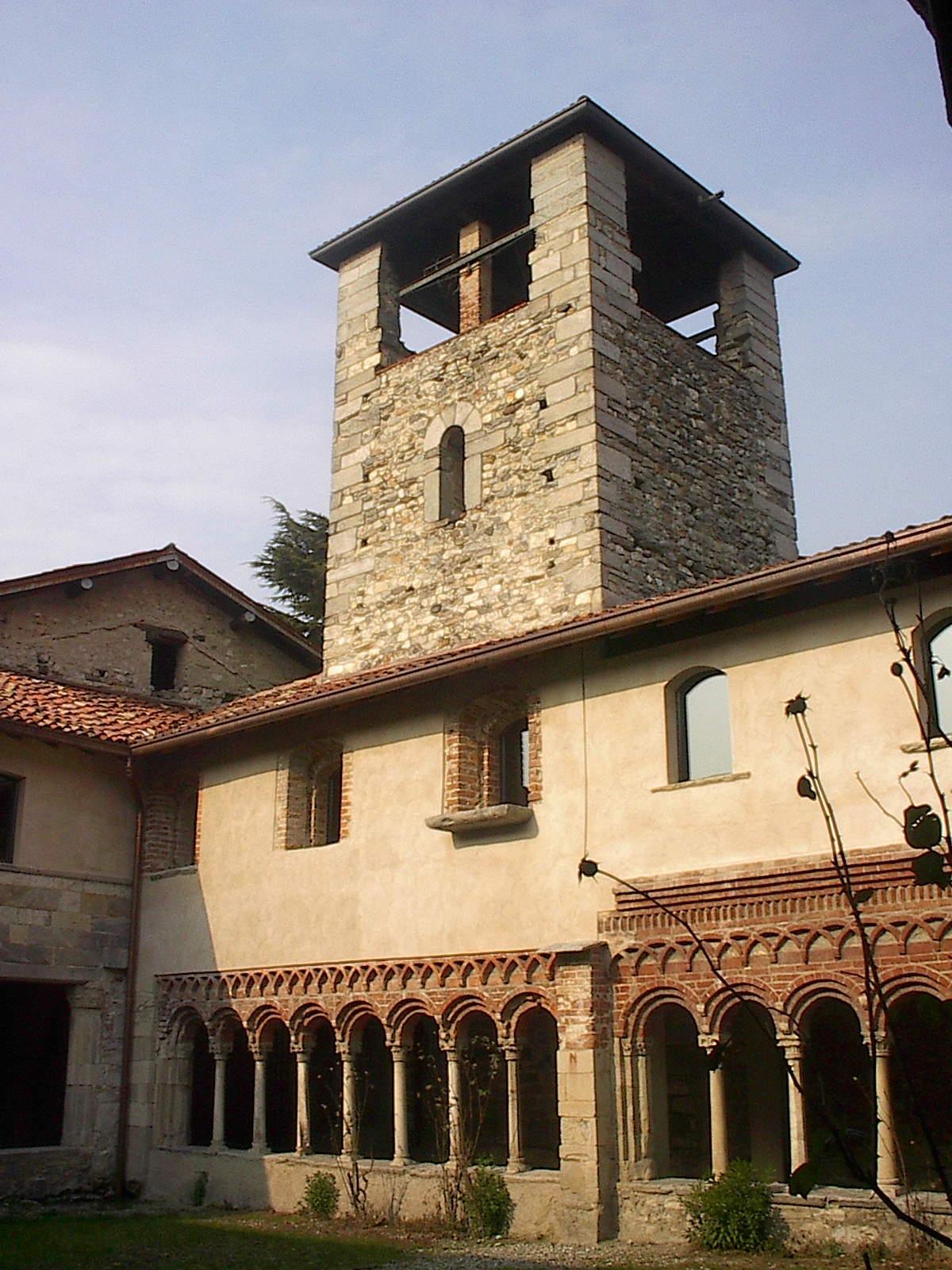
Il chiostro di Voltorre

Fu un antico comune del Milanese. Qui sorse l'omonimo chiostro, riconosciuto monumento nazionale nel 1911. Ha origini medievali, che risalgono al 1100-1150.
Registrato agli atti del 1751 come un borgo di 160 abitanti, nel 1786 Voltorre entrò per un quinquennio a far parte dell'effimera Provincia di Varese, per poi cambiare continuamente i riferimenti amministrativi nel 1791, nel 1798 e nel 1799. Alla proclamazione del Regno d'Italia nel 1805 risultava avere 274 abitanti. Nel 1809 si registrò la prima esperienza di unione con Gavirate, allorquando un regio decreto di Napoleone soppresse la municipalità. Il Comune di Voltorre fu però ripristinato con il ritorno degli austriaci, e nel 1853 l'abitato risultò essere popolato da 413 anime, salite a 455 nel 1871. Dopo una leggera crescita demografica nella seconda metà del XIX secolo Voltore, come era stato ridenominato, si stabilizzò su poco più di 600 residenti. Fu quindi il fascismo a decidere nel 1927 di riproporre l'antico modello napoleonico, e stabilire la definitiva annessione a Gavirate.